# Lagrange (Q112)
Pour les articles homonymes, voir Lagrange.
Le Lagrange  (Q112) était un sous-marin de la Marine nationale française. Il a servi durant l'entre-deux-guerres.